# Lucky Star (Johnson & Häggkvist-låt)
Lucky Star är en singel av Carola Häggkvist och Andreas Johnson, släppt som download den 15 januari 2008, samma dag som det meddelades att de tillsammans skulle deltaga i Melodifestivalen 2008 med låten One Love. Låten framfördes första gången på Svenska idrottsgalan 2008.
Den 17 februari 2008 gick melodin in på Svensktoppen.

## Listplacering
| Lista (2008) | Topplacering |
| ------------ | ------------ |
| Sverige      | 13           |

### Fotnoter
1. ↑  Svensktoppen 17 februari 2008 Arkiverad 8 april 2008 hämtat från the Wayback Machine.
2. 1 2  ”Listplacering”. http://swedishcharts.com/showitem.asp?interpret=Johnson+%26+H%E4ggkvist&titel=Lucky+Star&cat=s. Läst 1 juni 2011.
3. ↑  Svensktoppen - 17 februari 2008